# سیسیل استانوی ساگدن
سیسیل استانوی ساگدن (انگلیسی: Cecil Sugden؛ ۴ دسامبر ۱۹۰۳ – ۲۵ مارس ۱۹۶۳) فرد نظامی اهل بریتانیا بود. وی همچنین برندهٔ جوایزی همچون نشان امپراتوری بریتانیا و نشان حمام شده‌است.